# Universität der Provence Aix-Marseille I
Die Universität der Provence Aix-Marseille I (französisch Université de Provence Aix-Marseille I) war eine von drei staatlichen Universitäten im Großraum Marseille. Sie ging im Jahr 2011 in der Universität Aix-Marseille auf. Ihre Standorte befanden sich in den Ortschaften Aix-en-Provence, Arles, Aubagne, Lambesc und Marseille. Sie war eine Neugründung aus dem Jahre 1968 und ging aus dem Zusammenschluss einiger autonomer Fakultäten, die vor der französischen Revolution zur Universität Aix-Marseille gehörten, hervor.
Benannt war sie nach der historischen, südfranzösischen Landschaft Provence, heute Teil der Region Provence-Alpes-Côte d’Azur.

## Geschichte
Die Universität wurde im Rahmen der Neuordnung der französischen Universitäten nach den Studentenunruhen von 1968 durch das Loi Faure im Jahre 1969 aus Teilen der ehemaligen Universität Aix-Marseille gegründet.

## Standorte
Ihre Standorte verteilen sich auf die Orte Aix-en-Provence, Arles, Aubagne, Lambesc und Marseille.

## Studienangebot
Es bestehen die zwei Fachbereiche Sprache, Literatur und Geisteswissenschaften (Secteur Lettres et Sciences Humaines) und Naturwissenschaften und Technologie (Secteur Sciences et Technologies).

## Institute
- Département Environnement, Technologies et Société (DENTES) (Department Umwelt, Technologie und Gesellschaft)
- Institut Universitaire de Technologie de Provence (Universitäres technologisches Institut der Provence)
- École Polytechnique Universitaire de Marseille (Universitäre polytechnische Schule Marseille)
- Institut Universitaire de Formation des Maîtres d’Aix-Marseille (Universitäres Institut der Meisterschulung Aix-Marseille)

## Bekannte Absolventen
- Kiarash Anvari (* 1977), persischer Regisseur und Drehbuchautor[1]
- Sadaf Foroughi (* 1976), persische Regisseurin und Drehbuchautorin[2]
- Djibo Hamani (* 1943), nigrischer Historiker